# Coenonympha suprophthalmica
Coenonympha suprophthalmica är en fjärilsart som beskrevs av Karl Schawerda 1912. Coenonympha suprophthalmica ingår i släktet Coenonympha och familjen praktfjärilar. Inga underarter finns listade i Catalogue of Life.